# Roger De Vlaeminck
Roger De Vlaeminck (* 24. srpna 1947 Eeklo) je bývalý belgický profesionální cyklista. Podle Rika Van Looye byl “nejtalentovanějším a jediným pravým klasikářem své generace”. Svou přezdívku “The Gypsy” získal díky tomu, že se narodil do rodiny potulných obchodníků s konfekcí. Je znám svými výkony v klasice Paříž–Roubaix, ale za svou kariéru vyhrál všechny „monumenty“, čímž se stal třetím a zatím posledním cyklistou, jemuž se to povedlo (po Eddymu Merckxovi a Riku Van Looyovi). Jeho výkony v Paříž–Roubaix mu vynesly další přezdívku, “Monsieur Paris–Roubaix” (česky: Pan Paříž–Roubaix).

## Úspěchy

### Hlavní výsledky
Zdroje:  
| Monument               | 1969 | 1970 | 1971 | 1972 | 1973 | 1974 | 1975 | 1976 | 1977 | 1978 | 1979 | 1980 | 1981 | 1982 |
| ---------------------- | ---- | ---- | ---- | ---- | ---- | ---- | ---- | ---- | ---- | ---- | ---- | ---- | ---- | ---- |
| Milán – San Remo       | 2    | –    | –    | 12   | 1    | 3    | 31   | 7    | 2    | 1    | 1    | 5    | 2    | 13   |
| Kolem Flander          | –    | –    | –    | 13   | 17   | 30   | 11   | 4    | 1    | 10   | 12   | 4    | 6    | 25   |
| Paříž–Roubaix          | 5    | 2    | 7    | 1    | 7    | 1    | 1    | 3    | 1    | 2    | 2    | –    | 2    | 6    |
| Lutych-Bastogne-Lutych | 22   | 1    | –    | –    | –    | 11   | 8    | –    | 4    | –    | –    | –    | –    | 7    |
| Giro di Lombardia      | –    | –    | 8    | –    | 2    | 1    | 4    | 1    | 15   | –    | 15   | –    | –    | –    |